# ロータス (スーパーマーケット)

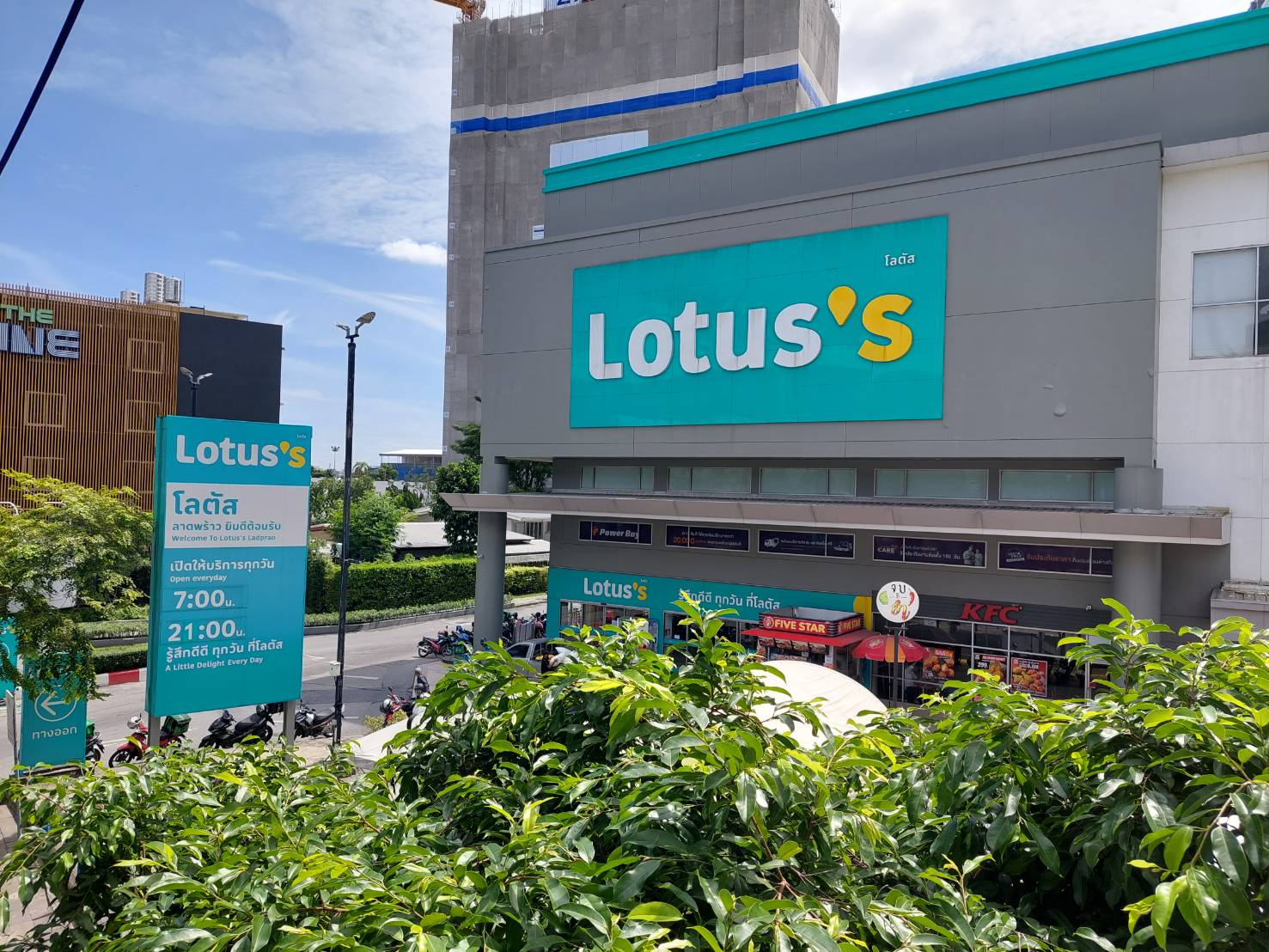
テスコ・ロータスの支店

ロータス(Lotus’s)は、タイと中国に展開するスーパーマーケット店。その巨大さからスーパーではなく、ハイパーマーケットと呼ばれることもある。
本社はタイのバンコク。設立は1998年。タイのCPグループとイギリスのスーパーマーケットチェーン店のテスコのジョイント・ベンチャーとして設立。しかし2021年2月CPがテスコの東南アジア事業を買い戻す。

## 店舗
バンコク都内に24店舗、バンコク以外のタイ国内に31店舗のスーパーセンターがある。その他ロータス・マーケットが14店舗、ヴァリューストアが15店舗、テスコ・エクスプレスが189店舗ある。テスコ・エクスプレスはガソリンスタンドなどと併設されていることが多い。

### バンコク都内
- クロントーイ (ラーマ4世通り)
- ラーマ1世通り
- オーンヌット駅前
- ラーマ9世駅前（フォーチュン・タウン内）
- ラートプラーオ駅付近
- ピンクラオ
- ヤワラー通り

### タイ国内

#### 北部
- チェンマイ2店舗
- ピサヌローク
- ランプーン
- メーサーイ

#### 東北部
- ムクダハン
- ロイエット
- サコンナコン
- シーサケット
- ウボンラチャターニ
- ウドンターニ
- コンケーン
- ナコーンラーチャシーマー

#### 東部
- パタヤ
- チョンブリー
- ラヨーン

#### 中央部
- アユタヤ

#### 南部
- ラノーン